# Moniz Bandeira
Luiz Alberto de Vianna Moniz Bandeira, 2.º barón de São Marcos, por Portugal (Salvador, 30 de diciembre de 1935- Heidelberg, 10 de noviembre de 2017), fue un escritor e historiador brasileño. Era uno de los más respetados especialistas en la política exterior y las relaciones internacionales de Brasil. 
Estuvo casado con Margot Elisabeth Bender, de quien tuvo un hijo, Egas. Desde 1996 residía en Alemania, donde ejerció la función de Agregado Cultural en el Consulado General de Brasil en Fráncfort del Meno (1996-2002).

## Trayectoria política
Moniz Bandeira, quien en su juventud trabajó en la prensa y tuvo intensa participación política, se asiló en Montevideo a consecuencia del golpe de Estado de 1964 que derrocó al régimen constitucional del presidente João Goulart. Algún tiempo después regresó clandestinamente al Brasil y participó de la resistencia al régimen militar, por lo que estuvo como preso político cerca de dos años (1969-1970 y 1973). Liberado a fines de 1973, volvió a San Pablo, donde vivía, y retomó sus actividades académicas, como profesor en la Escuela de Sociología y Política de San Pablo. 
En 1975-1976, vivió algún tiempo en Buenos Aires, con una beca de la Ford Foundation, para hacer investigación sobre el rol de Brasil en los países de la cuenca del Plata, tema de su tesis de doctoramiento, y en 1977 viajó a Washington, París y Londres, con el fin de profundizar su trabajo.
Tras volver a Brasil en 1979, Moniz Bandeira fue profesor en la Pontificia Universidad Católica de Río de Janeiro y organizó el posgrado en ciencia política en el Instituto Metodista Bennett. Y en la primera mitad de los años 1980 asumió la cátedra en la Universidad de Brasilia en el Distrito Federal, fue profesor en la Universidad del Estado de Río de Janeiro (UERJ) y director-presidente del Instituto Estadual de Comunicación-Radio Roquette Pinto, del gobierno del Estado de Río de Janeiro, durante el gobierno de Leonel Brizola (1983-1987).

## Actividades académicas
Moniz Bandeira fue profesor visitante en la Universidad de Heidelberg, donde trabajó como investigador asociado al proyecto sobre cooperación y conflicto en la Cuenca del Plata, en el Instituto de Ciencia Política, y en la Universidad de Colonia (Alemania); Universidad de Estocolmo, en Suecia; Universidad de Buenos Aires y Universidad Nacional de Córdoba, (ambas en Argentina); y Universidad Técnica de Lisboa, en Portugal, además conferencista visitante en varias otras universidades de Europa y América.
También es doctor en ciencia política por la Universidad de San Pablo y profesor catedrático de historia de la política exterior de Brasil (ya jubilado), en la Universidad de Brasilia (Distrito Federal). Es doctor honoris causa por las Facultades Integradas do Brasil – UniBrasil, de Curitiba (Paraná) y en 2006 ganó el Trofeu Juca Pato, fue elegido por la Unión Brasileña de Escritores (UBE) como el Intelectual del Año 2005, por su obra Formação do Imperio Americano (Da Guerra contra a Espanha à Guerra contra o Iraque). 
Moniz Bandeira fue condecorado con la Cruz del Mérito - Primera Clase (Bundesverdienst Kreuz - Erster Klasse) de la República Federal de Alemania, era Gran Oficial de la Orden de Rio Branco (Brasil) y también fue comendador de la Orden de Mayo al Mérito (Argentina).

## Obras
Moniz Bandeira tiene más de 20 obras publicadas, entre las cuales se destacan:
- 2005 - Formação do Império Americano (Da guerra contra a Espanha à guerra no Iraque).
- 2004 - As Relações Perigosas: Brasil-Estados Unidos (De Collor a Lula).
- 2003 - Brasil, Argentina e Estados Unidos (Da Tríplice Aliança ao Mercosul), também traduzida e publicada na Argentina.
- 2000 – O Feudo – A Casa da Torre de Garcia d’Ávila: da conquista dos sertões à independência do Brasil, Rio de Janeiro, Editora Civilização Brasileira, 601 pp.
- 1999 – Brasil – Estados Unidos no Contexto da Globalização, vol. II (2ª. revista, aumentada e actualizada de Brasil-Estados Unidos: A Rivalidade Emergente, São Paulo, Editora SENAC, 224 pp.
- 1998 – De Martí a Fidel – A Revolução Cubana e a América Latina, Rio de Janeiro, Editora Civilização Brasileira, 687 pp.
- ______ Brasil – Estados Unidos no Contexto da Globalização, vol. I (Terceira edição revista de Presença dos Estados Unidos no Brasil – Dois Século de História e Brasil, São Paulo, Editora SENAC, 391 pp.
- 1995 - Brasil e Alemanha: A Construção do Futuro - Brasília, Instituto de Pesquisa de Relações Internacionais / Fundação Alexandre de Gusmão, 1995 , 697 pp.
- 1994 - O “Milagre Alemão” e o Desenvolvimento do Brasil - As Relações da Alemanha com o Brasil e a América Latina (1949-1994) - Editora Ensaio, São Paulo, 246  pp. Traduzida para o alemão: Das Deustche Wirtschaftswunder und die Brasilien Entwicklung, Frankfurt, Vervuert Verlag, 1995.
- 1993 - Estado Nacional e Política Internacional na América Latina - O Continente nas Relações Argentina - Brasil - São Paulo, Editora Ensaio, 304 pp; 2ª.  ed., 1995, 336 pp. 1995.
- 1992 - A Reunificação da Alemanha - Do Ideal Socialista ao Socialismo Real - São Paulo, Editora Ensaio, 182 pp. 2ª. ed. revista, aumentada e atualizada, 2001, Editora Global/Editora da Universidade de Brasília, 256 pp.
- 1989 – Brasil - Estados Unidos : A Rivalidade Emergente - 1955-1980 - Rio de Janeiro, Editora Civilização Brasileira, 328 pp; 2ª. ed., São Paulo, Editora SENAC, 1999, 224 pp.
- 1987 - O Eixo Argentina-Brasil (O Processo de Integração da América Latina) – Brasília, Editora da Universidade de Brasília, 118 pp.
- 1985 - O Expansionismo Brasileiro (A Formação dos Estados na Bacia do Prata – Argentina, Uruguai e Paraguai - Da Colonização ao Império) -  Rio de Janeiro, Editora Philobiblion, 291 pp. –  2ª . ed., 1995, Editora Ensaio /Editora da Universidade de Brasília,  São Paulo, 246 pp. 3ª  ed., 1998, Editora Revan/Editora da Universidade de Brasília, Rio de Janeiro, 254.pp.
- _____ Trabalhismo e Socialismo no Brasil - A Internacional Socialista e a América Latina - São Paulo,  Editora Global, 56 pp.
- 1979 - Brizola e o Trabalhismo - Rio de Janeiro, Editora Civilização Brasileira, 1.ª y 2.ª ediciones, 204 pp.
- _____ A Renúncia de Jânio Quadros e a Crise Pré-64 - São Paulo, Editora Brasiliense, 180 pp.
- 1975 - Cartéis e Desnacionalização (A Experiência Brasileira - 1964-1974) -  Rio de Janeiro, Editora Civilização Brasileira, 207 pp.;  2ª ,1975; 3ª ed., 1979
- 1977 ‑ O Governo João Goulart - As Lutas Sociais no Brasil (1961-1964) - Rio de Janeiro, Editora Civilização Brasileira, 186 pp.;  2ª ed. dezembro de 1977, 3ª, 4ª e 5ª  ediçõe 1978; 6.ª  ed. 1983; 7ª  ed. revista e aumentada, 320 pp. 2001.
- 1973 - Presença dos Estados Unidos no Brasil (Dois Séculos de História) - Rio de Janeiro, Editora Civilização Brasileira, 470 pp. 2ª  ed., 1979; 3ª ed. São Paulo, Editora SENAC 1998, 391 pp.
- 1967 - O Ano Vermelho - A Revolução Russa e seus Reflexos no Brasil - Rio de Janeiro, Editora Civilização Brasileira, 418 pp.;  2ª  ed., Editora Brasiliense, 1980.
- 1963 - O Caminho da Revolução Brasileira - Rio de Janeiro, Editora Melso, 187 pp.
- 1961 - O 24 de Agosto de Jânio Quadros - Rio de Janeiro, Editora Melso, 78 pp.
- 1960 - Retrato e Tempo (poemas) - Salvador, Livraria e Editora Progresso, 57 pp.
- 1956 - Verticais (poemas) - Rio de Janeiro, Serviço de Documentação do Ministério de Educação e Cultura, 44 pp.